# Centre sportif de Kimbondo
Le Centre de Kimbondo est le centre d'entraînement de l'AS Vita Club.

## Présentation
Inauguré le 10 septembre 2013 et situé à Mont-Ngafula, le grand bâtiment de ce complexe sportif dispose de 18 chambres à coucher, d’une salle de réunion de 64 sièges munie d’un écran géant pour des séances vidéo, d’une cuisine et d’un réfectoire. La salle de musculation est installée dans un autre bâtiment de ce centre qui dispose également des terrains de football, de basket, de handball ainsi que d’une piscine,.
Le centre, qui accueille l'entraînement de toutes les équipes du club ainsi que de nombreux matches amicaux et amateurs,,,.

## Histoire
Ce centre appartenait à Bob Mundabi Fal, défunt président du Cercle sportif Inter qui évoluait à l’EPFKIN. Le montant de la transaction n’a pas été dévoilé à la presse.